# Tsuyoshi Takagi

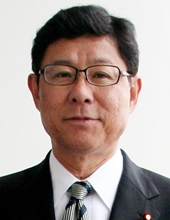
Tsuyoshi Takagi

Tsuyoshi Takagi (jap. 高木 毅 Takagi Tsuyoshi; * 16. Januar 1956 in Tsuruga, Präfektur Fukui) ist ein japanischer Politiker. Von 2000 bis 2024 war er Abgeordneter im Parlament (Unterhaus-Wahlkreis Fukui 2) und von Oktober 2015 bis August 2016 Wiederaufbauminister im Kabinett (Abe III (1. Umbildung)). Er gehört zur LDP, darin zuletzt der Abe-Faktion, wo er von Abes Ermordung 2022 ohne eindeutige Nachfolge bis zur Auflösung 2024 zu fünf kollektiven Führungsfiguren gehörte, den sogenannten Abe-ha go-nin-shū (安倍派5人衆).
Takagi, der Sohn des Politikers Kōichi Takagi – unter anderem Abgeordneter im und Präsident des Präfekturparlaments von Fukui und Bürgermeister von Tsuruga –, schloss 1978 sein Studium an der rechtswissenschaftlichen Fakultät der Aoyama-Gakuin-Universität ab und wurde 1980 Vorstand des Großhandelsunternehmens Takagi Shōji [K.K.] (engl. Takagi [Corp.]). Im Jungunternehmerverband Nippon seinen kaigisho (engl. Junior Chamber International Japan) war er ab 1996 Vorsitzender der Regionalversammlung Hokuriku-Shin’etsu.
Einen Wechsel in die aktive Politik versuchte Takagi bei der Unterhauswahl 1996, bei der er im damaligen Wahlkreis Fukui 3 für die LDP kandidierte. Er unterlag dem Demokraten Kazuhiko Tsuji (SPJ-Abgeordneter für den präfekturweiten Wahlkreis Fukui vor der Wahlrechtsreform von 1994). Im zweiten Anlauf bei der Wahl 2000 gewann Takagi gegen Tsuji und verteidigte den Sitz danach viermal in Folge mit absoluten Mehrheiten; nach der Neuordnung der Wahlkreise in Fukui im Jahr 2013 kandidiert er im neuen Wahlkreis 2, den er 2014 souverän gegen Tsujis Sohn Kazunori gewann, 2017 und 2021 gegen Takeshi Saiki (Kibō/KDP) verteidigte. Von 2005 bis 2006 (Kabinett Koizumi III (Umbildung)) war er parlamentarischer Staatssekretär in der Verteidigungsbehörde, danach in der LDP unter anderem Vizegeneralsekretär und Vorsitzender des PARC-Unterausschusses für Außenpolitik, 2013 kurzzeitig Vorsitzender des Geschäftsordnungsausschusses des Unterhauses, anschließend bis 2014 (Kabinett Abe II) Vizeminister im MLIT.
Im Oktober 2015 löste Takagi bei einer Kabinettsumbildung Wataru Takeshita als Minister an der Spitze der Wiederaufbaubehörde ab. Bei der Kabinettsumbildung im August 2016 wurde Masahiro Imamura sein Nachfolger. Von 2017 bis 2019 saß Takagi dem Unterhaus-Atomkraftsonderausschuss vor, danach bis 2021 wieder dem Geschäftsordnungsausschuss des Unterhauses. Von 2021 bis zum Dezember 2023, als der Parteivorsitzende-Premierminister Fumio Kishida Mitglieder der Abe-Faktion aus führenden Kabinetts- und Parteiposten entfernte bzw. zum Rücktritt bewegte, führte er das Komitee für Parlamentsangelegenheiten der LDP.
Im Zuge des Kickback-Skandals um mehrere LDP-Faktionen 2023/24 war Takagi sowohl wegen seiner Mitverantwortung in der Abe-Faktion wie für seine eigenen Berichte über politische Gelder Gegenstand von staatsanwaltschaftlichen Ermittlungen und parteiinternen Disziplinarmaßnahmen. Parteiintern wurden seine Parteimitgliedschaftsrechte für sechs Monate suspendiert. Für die Unterhauswahl 2024 wurde ihm danach kurzfristig die nationale LDP-Nominierung entzogen, auch wenn einzelne LDP-Ortsverbände in Fukui Wahlempfehlungen für ihn aussprachen; gleichzeitig kandidierte der ehemalige LDP-Abgeordnete Taku Yamamoto mit Unterstützung anderer LDP-Ortsverbände 2024 ebenfalls im Wahlkreis Fukui 2. Im Ergebnis ging der Wahlkreis an Tsujis jüngeren Sohn Hideyuki (36,3 %; KDP), Takeshi Saiki (26,0 %; inzwischen Nippon Ishin no Kai) wurde Zweiter, Takagi (22,5 %) und Yamamoto (12,5 %) landeten nur auf den Plätzen drei und vier.